# Sture Pettersson
Sture Helge Vilhelm Pettersson, auch Sture Fåglum Pettersson, (* 30. September 1942 in Vårgårda; † 26. Juni 1983 in Alingsås) war ein schwedischer Radrennfahrer.
Sture Petterson war einer der vier Fåglum-Brüder, die als Team in den 1960er Jahren die Disziplinen Mannschaftsverfolgung auf der Bahn und Mannschaftszeitfahren auf der Straße dominierten. Viermal wurden die Brüder gemeinsam Weltmeister, 1967, 1968 und 1968 im Zeitfahren. Bei den Olympischen Sommerspielen 1964 in Tokio errang Sture Pettersson gemeinsam mit seinen Brüdern Gösta und Erik sowie Sven Hamrin die Bronzemedaille im Mannschaftszeitfahren. Im olympischen Straßenrennen kam er auf den 52. Platz. Vier Jahre später, bei den Olympischen Sommerspielen in Mexiko-Stadt, errangen Sture, Gösta, Erik und der vierte Bruder Tomas Pettersson die Silbermedaille erneut im Mannschaftszeitfahren.
1965 wurde Sture Pettersson zudem schwedischer Meister im Einzelzeitfahren und siegte im Eintagesrennen Tyrifjorden Rundt.
Siebenmal wurden die Brüder gemeinsam schwedische Meister im Mannschaftszeitfahren bzw. der Mannschaftswertung des Einzelzeitfahrens. Fünfmal gewannen die Fåglum-Brüder zudem das Mannschaftszeitfahren bei Skandinavischen Meisterschaften. 1963 siegte beim Östgötaloppet, einem der ältesten Straßenrennen in Schweden. Bei den UCI-Straßen-Weltmeisterschaften 1966 auf dem Nürburgring belegte er im Straßenrennen der Amateure den 46. Platz.
Mit seinen drei Brüdern gelang es ihm 1968 als erster Vierermannschaft der Welt, eine Zeit unter zwei Stunden über die 100-Kilometerstrecke zu erreichen.
1970 wurde Sture Pettersson Berufsfahrer im italienischen Team Ferretti. Zweimal startete er beim Giro d’Italia, 1971 war Platz 51 seine beste Platzierung.
Benannt wurden die Fåglum-Brüder nach einem Ortsteil von Vårgårda, wo sie aufwuchsen und für den „Fåglums Cykelklubb“ starteten. Sture Pettersson nahm später wie zwei seiner Brüder (außer Gösta) zusätzlich den Nachnamen „Fåglum“ an, da der Name Pettersson in Schweden sehr häufig ist.
Bei den UCI-Straßen-Weltmeisterschaften 2011 wurde ein Enkel von Sture Pettersson, Marcus Fåglum Karlsson, Vierter im Einzelzeitfahren der Junioren. Auch dessen Vater Jan Karlsson, der Schwiegersohn von Pettersson, war Radrennfahrer, startete bei den Olympischen Spielen 1988 und gewann Bronze im Mannschaftszeitfahren.

## Berufliches
Sture Petterson war bis zu seinem Tod als Trainer der norwegischen Nationalmannschaft tätig. Sture starb im Alter von 40 Jahren, vermutliche Todesursache war ein geplatztes Blutgefäß im Gehirn.